# Sender Fünen
Der Sender Fünen ist der Grundnetzsender für die Insel Fünen in Dänemark. Der 221 Meter hohe abgespannte Sendemast, der dem dänischen Rundfunk Danmarks Radio gehört, befindet sich in der Gemeinde Sønder Højrup, zehn Kilometer südöstlich der Stadt Odense. Der Sender wurde am 17. Dezember 1955 in Betrieb genommen; damit handelt es sich um den zweitältesten Fernsehsender und um den ersten außerhalb der Region Kopenhagen.
Neben der Insel Fünen dient der Sender auch als Informationsquelle für die dänische Minderheit in Deutschland, vor allem in der Region um Eckernförde.

## Frequenzen und Programme

### Analoger Hörfunk (UKW)
| Frequenz (MHz) | Programm      | RDS PS            | RDS PI | Regionalisierung | ERP (kW) | Antennendiagramm rund (ND)/gerichtet (D) | Polarisation horizontal (H)/vertikal (V) |
| -------------- | ------------- | ----------------- | ------ | ---------------- | -------- | ---------------------------------------- | ---------------------------------------- |
| 89,0           | DR P1 / DR P2 | DR_P1___/DR_P2___ | 9201   | –                | 60       | D (130–320°)                             | H                                        |
| 92,6           | DR P3         | DR_P3___          | 9203   | –                | 60       | D (130–320°)                             | H                                        |
| 93,4           | Nova fm       | NOVA____          | 9205   | –                | 3        | D (260–110°)                             | V                                        |
| 96,8           | DR P4         | DRP4_FYN          | 9B02   | Fünen            | 60       | D (130–320°)                             | H                                        |
| 98,0           | The Voice     | THEVOICE          | 9619   | Fünen            | 1        | D (160–220°)                             | V                                        |
| 100,5          | Radio24syv    | RADIO4___         | 9204   | –                | 60       | D (130–320°)                             | H                                        |
| 101,2          | Radio 100     | radio100          | 973F   | Fünen            | 3        | D (230–20°, 90–180°)                     | V                                        |
| 104,2          | Radio Soft    | SOFT____          | 972A   | Fünen            | 2        |                                          | V                                        |

### Digitaler Hörfunk (DAB)
DAB wird in vertikaler Polarisation und im Gleichwellenbetrieb mit anderen Sendern ausgestrahlt.
| Block                  | Programme (Datendienste) | ERP (kW) | Antennen- diagramm rund (ND), gerichtet (D) | Polarisation horizontal (H)/ vertikal (V) | Gleichwellennetz (SFN) |
| ---------------------- | --- | -------- | ------------------------------------------- | ----------------------------------------- | --- |
| 11C DR DAB2 (DNK10006) | DAB+ Block des Danmarks Radio: - DR P1 (96 kbps, Mono) - DR P2 Klassisk (192 kbps) - DR P3 (128 kbps) - DR P5 (128 kbps) - DR P6 Beat (128 kbps) - DR P7 Mix (128 kbps) - DR P8 Jazz (128 kbps) - DR Ramasjang / DR Ultra (80 kbps, Mono) - DR Mama (128 kbps)                                                        | 7,9      | ND                                          | V                                         | Gilleleje, Helsingborg, Hillerød, Nykøbing Sjælland, Gladsaxe, Høve, Holbæk, København, Margretheholm, Jyderup, Kalundborg, Vallø, Slagelse, Nyborg, Tommestrup, Hammeren, Højrup, Øverup, Rø, Blykobbe, Nexø, Vordingborg, Taasinge, Vester Sømarken, Kalvehave, Dueodde, Bregninge, Nakskov, Maribo, Nykøbing Falster Hinweis: Die kursiven Senderstandorte sind zur Inbetriebnahme vorgesehen. |
| 12C DR DAB1 (DNK10001) | DAB+ Block des Danmarks Radio - Radio Klassisk (128kbit/s) (DAB+) - Radio Soft (72kbit/s) (DAB+) - Nova fm (72kbit/s) (DAB+) - Pop FM (72kbit/s) (DAB+) - The Voice (72 kbit/s) (DAB+) - radio100 (72kbit/s) (DAB+) - Ekstra Bladet (56kbit/s) (DAB+) - BBC WorldService (40kbit/s) (DAB+) - myROCK (72kbit/s) (DAB+) | 7,9      | ND                                          | V                                         | Skagen, Tolne, Frederikshavn, Sæby, Brønderslev, Læsø, Aalborg-Frejlev, Thisted, Løgstør, Anholt, Øster Doense, Skive, Lemvig, Viborg, Ørum, Randers, Grenaa, Holstebro - Mejrup, Hadsten, Ebeltoft, Silkeborg, Herning, Gilleleje, Ringkøbing, Aarhus, Helsingør, Brædstrup, Hillerød, Nykøbing Sjælland, Horsens, Ølgod, Gladsaxe, Klejs, Høve, Kopenhagen, Jyderup, Kalundborg, Vejle, Køge, Kolding, Esbjerg, Kalvslund, Slagelse, Nyborg, Tommestrup, Hammeren, Sønder Højrup, Haderslev, Næstved, Rø, Rønne, Agerskov, Vordingborg, Aabenraa, Taasinge, Vester Sømarken, Kalvehave, Tønder, Sønderborg West, Bregninge, Nakskov, Kollund, Maribo, Nykøbing Falster |

### Analoges Fernsehen (PAL)
Vor der Umstellung auf DVB-T diente der Sendestandort weiterhin für analoges Fernsehen.
| Kanal | Frequenz (MHz) | Programm | ERP (kW) | Sendediagramm rund (ND)/ gerichtet (D) | Polarisation horizontal (H)/ vertikal (V) |
| ----- | -------------- | -------- | -------- | -------------------------------------- | ----------------------------------------- |
| 3     | 55,25          | DR1      | 25       | ND                                     | H                                         |